# Imbribryum muehlenbeckii
Imbribryum muehlenbeckii là một loài Rêu trong họ Bryaceae. Loài này được (Bruch & Schimp.) N. Pedersen mô tả khoa học đầu tiên năm 2005.